# Евфорній I Антіохійський
Евфорній Антіохійський був єпископом Антіохії протягом року та кількох місяців між 333 і 334 роками, на початку аріанських суперечок. Згідно з Феодоритом, обраним наступником Євлалія мав стати Євсевій Кесарійський, але він відхилив запрошення і відкрив можливість для сходження Євфронія, який також був аріаніном.